# 华特迪士尼家族博物馆
华特迪士尼家族博物馆（英語：Walt Disney Family Museum）是一座位于美国旧金山的博物馆。

## 历史
2009年10月1日建成开放，由华特·迪士尼的女儿和孙子联合创建，为华特迪士尼家族基金会所有和运营。位于美国旧金山普雷西迪奥地区，毗邻金门大桥和卢卡斯影业总部，占地面积40,000平方英尺。

## 画廊

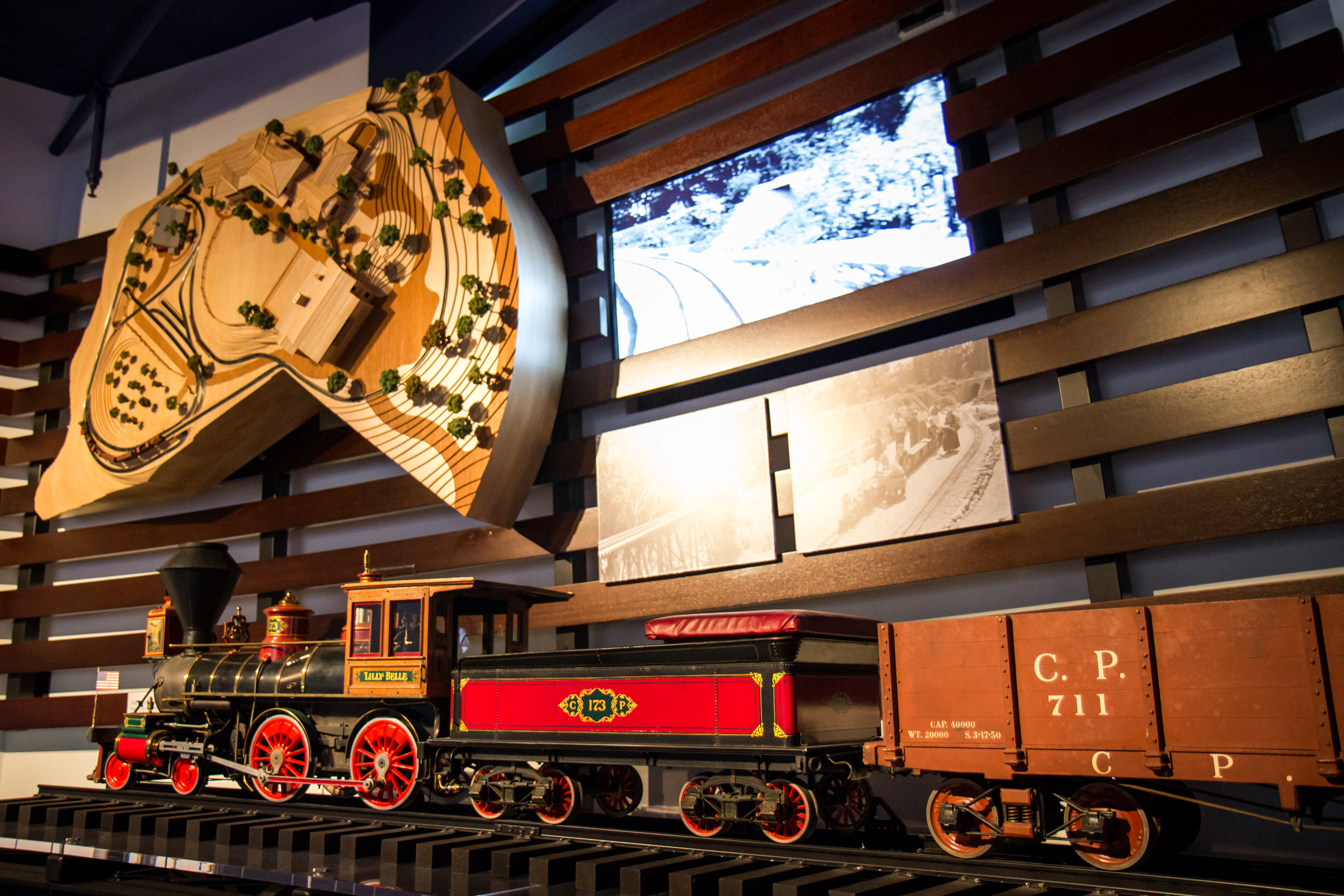
火车模型
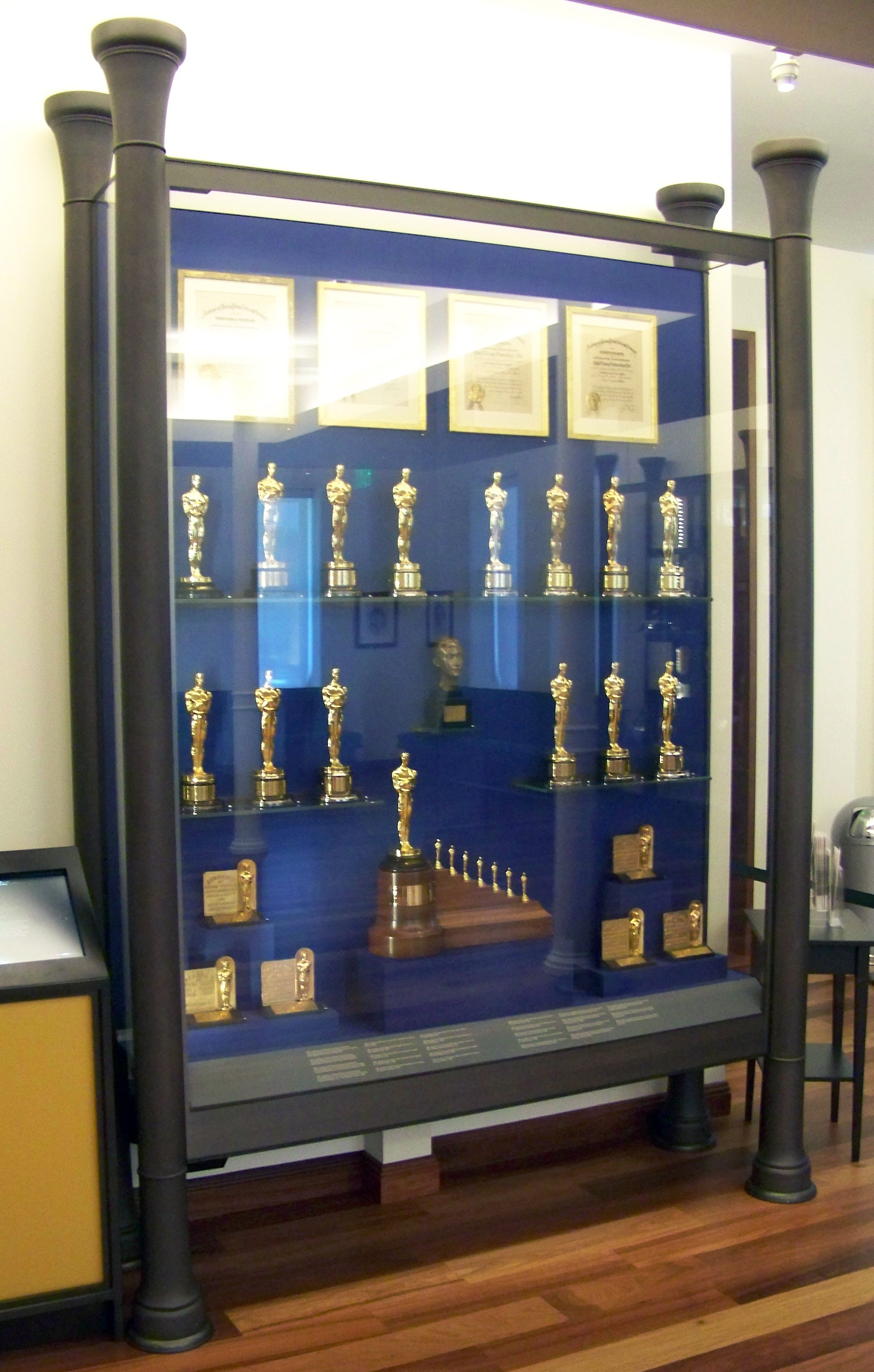
华特·迪士尼获得的许多奥斯卡金像奖，凭借《白雪公主 (1937年電影)》斩获独特特殊奖位于底部。

## 营业时间
- 周三至周一，上午十点至下午六点
- 周二闭馆